# Galacraspia lunifera
Galacraspia lunifera là một loài bướm đêm trong họ Noctuidae.